# Abderahman Benamadi
Abderahman Benamadi (3 de julio de 1985) es un deportista argelino que compite en judo.
Ganó una medalla en el Campeonato Mundial de Judo de 2005, y catorce medallas en el Campeonato Africano de Judo entre los años 2005 y 2022. En los Juegos Panafricanos consiguió tres medallas entre los años 2007 y 2015.

## Palmarés internacional
| Campeonato Mundial  | Campeonato Mundial                | Campeonato Mundial | Campeonato Mundial |
| Año                 | Lugar                             | Medalla            | Categoría          |
| ------------------- | --------------------------------- | ------------------ | ------------------ |
| 2005                | El Cairo (Egipto)                 | Medalla de plata   | –81 kg             |
| Juegos Panafricanos |                                   |                    |                    |
| Año                 | Lugar                             | Medalla            | Categoría          |
| 2007                | Argel (Argelia)                   | Medalla de plata   | –81 kg             |
| 2011                | Maputo (Mozambique)               | Medalla de oro     | –81 kg             |
| 2015                | Brazzaville (República del Congo) | Medalla de oro     | –90 kg             |
| Campeonato Africano |                                   |                    |                    |
| Año                 | Lugar                             | Medalla            | Categoría          |
| 2005                | Puerto Elizabeth (Sudáfrica)      | Medalla de bronce  | –81 kg             |
| 2006                | Puerto Louis (Mauricio)           | Medalla de bronce  | –81 kg             |
| 2008                | Agadir (Marruecos)                | Medalla de bronce  | –81 kg             |
| 2011                | Dakar (Senegal)                   | Medalla de oro     | –81 kg             |
| 2012                | Agadir (Marruecos)                | Medalla de plata   | –81 kg             |
| 2014                | Puerto Louis (Mauricio)           | Medalla de plata   | –90 kg             |
| 2015                | Libreville (Gabón)                | Medalla de oro     | –90 kg             |
| 2016                | Túnez (Túnez)                     | Medalla de oro     | –90 kg             |
| 2017                | Antananarivo (Madagascar)         | Medalla de bronce  | –90 kg             |
| 2018                | Túnez (Túnez)                     | Medalla de oro     | –90 kg             |
| 2019                | Ciudad del Cabo (Sudáfrica)       | Medalla de plata   | –90 kg             |
| 2020                | Antananarivo (Madagascar)         | Medalla de plata   | –90 kg             |
| 2021                | Dakar (Senegal)                   | Medalla de oro     | –90 kg             |
| 2022                | Orán (Argelia)                    | Medalla de oro     | –90 kg             |